# 소하르 종합운동장
소하르 종합운동장(영어: Sohar Regional Sports Complex, 아랍어: مجمع صحار الرياضي الإقليمي)은 오만 소하르에 있는 다목적 경기장이다. 현재 주로 축구 경기에 사용되며 소하르 SC의 홈 경기장이다.